# 马忠全

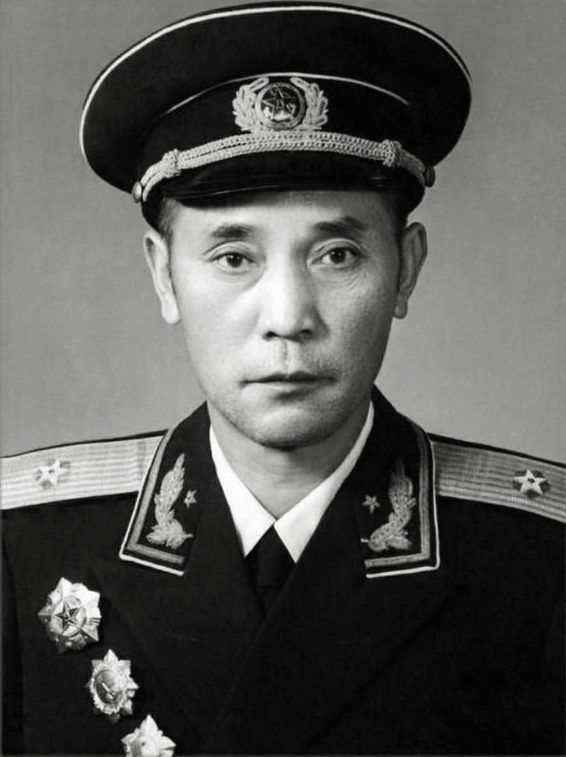

马忠全（1914年—1995年），男，湖北红安人，中国人民解放军将领、中国人民解放军少将。

## 生平
1969年，接替刘昌毅，担任北海舰队司令员。1975年，由饶守坤接任。1955年，授中国人民解放军少将军衔。